# Săulești
Săulești es una comuna ubicada en el distrito de Gorj, Rumania.

## Superficie
Cuenta con una superficie de 55,73 kilómetros cuadrados.

## Demografía
Hasta 2021 la población era de 2061 habitantes, con una densidad de población de 36,98 habitantes por kilómetro cuadrado.